# 난부 도시히사

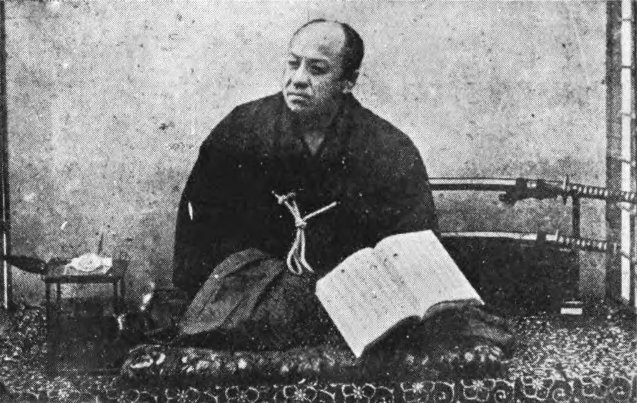
난부 도시히사

난부 도시히사(일본어: 南部利剛, 1828년 2월 13일 ~ 1896년 10월 30일)는 모리오카번의 14대 번주이다. 태어난 해는 1826년이라고도 한다. 관위는 정3위하, 미노노카미(美濃守)이다.
12대 번주 난부 도시타다의 셋째 아들이다. 1848년, 선대 번주이자 형인 난부 도시토모가 은거하자 번주에 취임하였다. 1868년, 오우에쓰 열번동맹의 맹약에 따라 출병하여 신정부군과 싸웠으나 패하고 항복하였다. 이로 인해 메이지 정부로부터 은거와 영지 몰수를 명령받았으나, 장남 난부 도시유키가 시라이시 13만 석 영지로 삭감 전봉되는 것은 허락받았다. 또한 이때 가로인 나라야마 사도 등 3명이 할복 처벌을 받았다.
| 전임 난부 도시토모 | 제14대 모리오카번 번주 1848년 ~ 1868년 | 후임 난부 도시유키 |